# Ultimate Kylie
Ultimate Kylie – składanka australijskiej piosenkarki Kylie Minogue. Jest to drugi album kompilacyjny Kylie po Greatest Hits z 1992 roku. W Wielkiej Brytanii album zyskał status potrójnej platyny (1 milion sprzedanych egzemplarzy), a w rodzinnej Australii poczwórnej platyny (280 tys. sprzedanych egzemplarzy). W świecie kompilacja zyskała status podwójnej platyny i sprzedała się do tej pory w ponad 3 milionach egzemplarzy na całym świecie. 

## Lista utworów
CD 1
1. "Better the Devil You Know" z albumu Rhythm of Love – 3:53
2. "The Loco-Motion" z albumu Kylie – 3:14
3. "I Should Be So Lucky" z albumu Kylie – 3:24
4. "Step Back in Time" z albumu Rhythm of Love – 3:04
5. "Shocked" z albumu Rhythm of Love – 3:09
6. "What Do I Have to Do?" z albumu Rhythm of Love – 3:33
7. "Wouldn't Change a Thing" z albumu Enjoy Yourself – 3:14
8. "Hand on Your Heart" z albumu Enjoy Yourself – 3:51
9. "Especially for You" (z Jasonem Donovanem) – 3:56
10. "Got to Be Certain" z albumu Kylie – 3:19
11. "Je Ne Sais Pas Pourquoi" z albumu Kylie – 4:01
12. "Give Me Just a Little More Time" z albumu Let’s Get to It – 3:06
13. "Never Too Late" z albumu Enjoy Yourself – 3:21
14. "Tears on My Pillow" z albumu Enjoy Yourself – 2:29
15. "Celebration", ze składanki Greatest Hits – 4:01

CD 2
1. "I Believe in You" nowy singel – 3:21
2. "Can't Get You Out of My Head" z albumu Fever – 3:52
3. "Love at First Sight" z albumu Fever – 3:59
4. "Slow" z albumu Body Language – 3:15
5. "On a Night Like This" z albumu Light Years – 3:33
6. "Spinning Around" z albumu Light Years – 3:27
7. "Kids" (z Robbieem Williamsem) z albumu Light Years – 4:20
8. "Confide in Me" z albumu Kylie Minogue – 5:58
9. "In Your Eyes" z albumu Fever – 3:18
10. "Please Stay" z albumu Light Years – 4:04
11. "Red Blooded Woman" z albumu Body Language – 4:20
12. "Giving You Up" nowy singel – 3:30
13. "Chocolate" z albumu Body Language – 4:01
14. "Come into My World" albumu Fever – 4:06
15. "Put Yourself in My Place" z albumu Kylie Minogue – 4:11
16. "Did It Again" z albumu Impossible Princess – 4:14
17. "Breathe" z albumu Impossible Princess – 3:40
18. "Where the Wild Roses Grow" (z Nickem Cave’em) – 3:57